# Banater Bulgaren

Banater Bulgaren in Rumänien und Serbien

Die Banater Bulgaren (bulgarisch: банатски българи, banatski balgari, rumänisch: Bulgari bănățeni, serbisch: Banatski Bugari) sind eine bulgarische Bevölkerungsgruppe römisch-katholischen Glaubens im Banat. Sie sind die Nachkommen der Paulikianer, die nach dem Aufstand von Tschiprowzi (Bulgarien) nach Norden flohen und sich im Banat (heute in Serbien und Rumänien) niederließen. Ende des 19. Jahrhunderts entstanden durch Rückwanderung einige banat-bulgarische Dörfer in Bulgarien.

## Geschichte

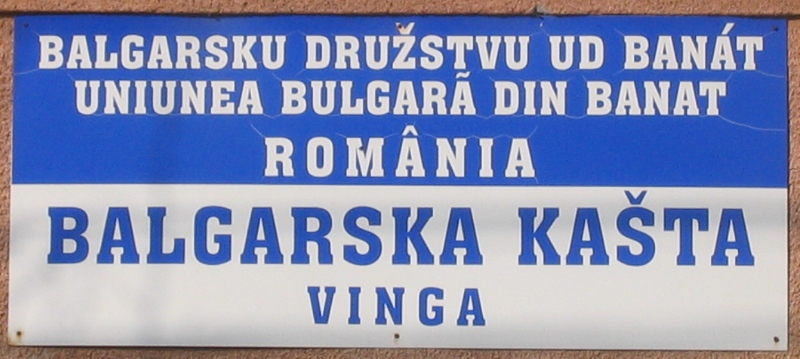
Zweisprachige (bulgarisch/rumänisch) Hausplakette in Vinga

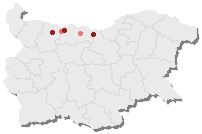
Banater Bulgaren in Bulgarien

Die bulgarischen Paulikianer lebten in Ostanatolien und wurden von Kaiser Johannes Tzimiskes in der zweiten Hälfte des 10. Jahrhunderts auf den Balkan, in die Gegend um Plowdiw,  deportiert. Auch heute sind noch einige paulikianische Dörfer in der Gegend um Plowdiw anzutreffen. Ein Teil von ihnen zog jedoch im Mittelalter in den Norden Bulgariens. Dort gründeten sie einige Siedlungen in der Gegend um Nikopol, Belene und Swischtow. Im späten Mittelalter (16. Jahrhundert) traten die bulgarischen Paulikianer zum Katholizismus über, viele wurden jedoch von den orthodoxen und muslimischen Bulgaren assimiliert.
Im Jahr 1688 beteiligten sich die bulgarischen Katholiken am Aufstand von Tschiprowzi gegen die fast 300 Jahre andauernde Türkenherrschaft. Dabei verloren etwa 1000 Menschen ihr Leben. Weitere 3000 flüchteten und siedelten sich nördlich der Donau, im Banat an. Dort bildeten sie bulgarische Dorfgemeinschaften, die bis heute fortbestehen.
Die ersten Banater Bulgaren ließen sich im Banat von Craiova (Kleine Walachei) nieder. Nach dem Russisch-Österreichischen Türkenkrieg (1736–1739) und der Niederlage in der Schlacht bei Grocka fielen große Teile der kleinen Walachei an das Osmanische Reich zurück, was die Banater Bulgaren veranlasste ins Temescher Banat zu fliehen.
Dort gründeten sie die bulgarischen Dörfer: Beșenova Veche (Stár Bišnov 1738; heute Dudeștii Vechi) und Vinga (Tereziopol 1741).
In der zweiten Hälfte des 18. Jahrhunderts fand ein Bevölkerungszuwachs statt, so dass durch Binnenkolonisation weitere bulgarische Dörfer entstanden: in Serbien: Modoš (1779), Konak (1820), Stari Lec (1820), Banatski Dušanovac (Roggendorf, heute ein Bezirk von Banatski Dvor, 1842), 1869 Gjurgevo (1886 nach Skorenovac verlegt) und 1869 Ivanovo (Šandoru, Sándoregyházfalva).
Auf dem Gebiet des heutigen Rumänien entstanden durch Binnenkolonisation die Dörfer 1842 Breștea (Brešča) und 1846 Colonia Bulgară (Telepa).
Nach dem Russisch-Osmanischen Krieg (1877–1878) und der Befreiung Bulgariens von osmanischer Herrschaft emigrierten einige Banater Bulgaren zwischen 1880 und 1890 nach Bulgarien.
Dort gründeten die aus Beșenova Veche emigrierten die Dörfer Bărdarski Gheran, Dragomirovo, Gostilea und Bregare und die aus Vinga emigrierten das Dorf Asenovo.
Diese Dörfer liegen alle entlang der Donau im Nordwesten Bulgariens.

## Bevölkerungsentwicklung
Laut einer Volkszählung aus dem Jahr 1770 lebten im damals ungeteilten Banat 8683 Bulgaren. Ende des 19. Jahrhunderts soll ihre Zahl 21.500 betragen haben.
Nach der Machtübernahme der Kommunisten und der damit verbundenen Enteignung, Kollektivierung der Landwirtschaft und Verstaatlichung sämtlicher Produktionsmittel verließen viele Bulgaren ihre angestammtem Dörfer Vinga, Dudeștii Vechi, Breștea und ließen sich in den Städten Timișoara, Arad, Reșița und Sânnicolau Mare nieder, um sich eine neue Existenz aufzubauen. 1992 lebten in Timișoara 1320 Bulgaren und im Kreis Timiș 6466.
Im Jahr 2002 lebten 6486 Bulgaren im Kreis Timiș. und 1658 in der Vojvodina, in Serbien.
In der rumänischen Ortschaft Dudeștii Vechi stellen Banater Bulgaren die Bevölkerungsmehrheit.

## Schrift und Sprache
Die Banater Bulgaren sprechen einen eigenen Dialekt, das Banater Bulgarisch, und benutzen die lateinische Schrift. Dies unterscheidet sie von den Bulgaren im Mutterland, wo die kyrillische Schrift verwendet wird.
Unter dem Einfluss der Bewegungen für die nationale Wiedergeburt der südslawischen Völker entstand Mitte des 19. Jahrhunderts die Banater-bulgarische Schriftsprache.
Bei der Schaffung einer sprachwissenschaftlichen Terminologie ist der Lehrer Jozu Rill als Vorreiter zu erwähnen. Er setzte als erster die orthographischen und grammatikalischen Normen der Banater Bulgarischen Schriftsprache fest.

## Presse und Kultur
Jozu Rill brachte 1866 einen Jahreskalender mit dem Titel „Pomen“ in Banater Bulgarisch heraus. 1869–1870 erschien das Jahrbuch Bâlgarsći kalindár von A. Dobroslav.
Leopold Kosilkov spielte eine große Rolle bei der Entwicklung der Banater-bulgarischen Literatursprache. Seine zahlreichen Neuveröffentlichungen dienten der Erweiterung der Anwendungsbereiche des Banater Bulgarischen. Die Sprache, der er sich bediente, war seiner Meinung nach „echtes“ Banater Bulgarisch, ohne sogenannte „illyrische“ (serbische) und ungarische Einflüsse. Er bemühte sich um die Reduzierung der diakritischen Zeichen in den Banater-bulgarischen Texten. Von 1887 bis 1894 brachte er den „Banater-bulgarischen Kalender“ und 1881 die erste Banater-bulgarische Zeitung „Vínganska Nárudna Nuvála“ heraus.
Nach dem Ersten Weltkrieg kam es zur Wiederbelebung der literarischen Tätigkeit in der Muttersprache.
1930 publizierte Iván Fermendžin in Arad den Kalender Banátsći-balgarsći Kalendár za gudinata 1931, dessen Herausgabe setzte Karl Telbisz von 1936 bis 1940 in Temesvár fort.
Gleichzeitig begann Karl Telbisz mit der Publikation der Wochenzeitung Banátsći-balgarsći glásnić, die bis 1943 erschien.
1938 gab Iacob Ronkov Istorijata na bâlgarete du Banat (Die Geschichte der Banater Bulgaren) heraus.
Seit 1990 haben die Banater Bulgaren in Rumänien ihr eigenes Presseorgan "Naša glas" (Unsere Stimme). Die Zeitung wird staatlich subventioniert.

## Glaube und Tradition

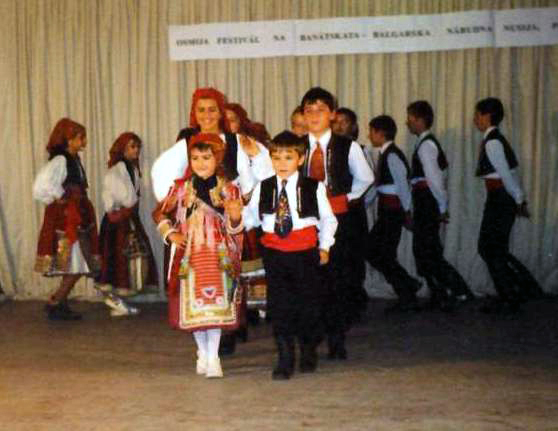
Festprogramm der Banater Bulgaren in Timișoara

Die Banater Bulgaren sind die einzigen Bulgaren römisch-katholischen Glaubens. Die Kirche spielte in ihrem Alltag stets eine wichtige Rolle. Rückblickend sagt der Bürgermeister von Dudeștii Vechi, Gheorghe Nacov: „Die Schule konnte ich schon mal schwänzen, aber den Sonntagsgottesdienst auf gar keinen Fall.“
Die Kirche war der wichtigste Faktor, der zum Erhalt der Muttersprache der Banater Bulgaren beigetragen hat.
Seit ihrer Ansiedlung im Banat bewahrten die Banater Bulgaren neben ihrem katholischen Glauben auch ihre Sprache, ihr Brauchtum und ihre einzigartige Tracht.
Die Tracht wird heute noch von einigen Frauen aus Dudeștii Vechi und Breștea ausschließlich in Handarbeit hergestellt. Es sind wahre Kunststücke. Alle Versuche einer maschinellen Herstellung scheiterten bisher. So kommt es, dass die Kostüme der Banater Bulgaren in Museen in der ganzen Welt ausgestellt werden: in Budapest, Sofia, in den Vereinigten Staaten von Amerika, in England, Frankreich, Deutschland, Österreich und sogar in Australien und Japan.

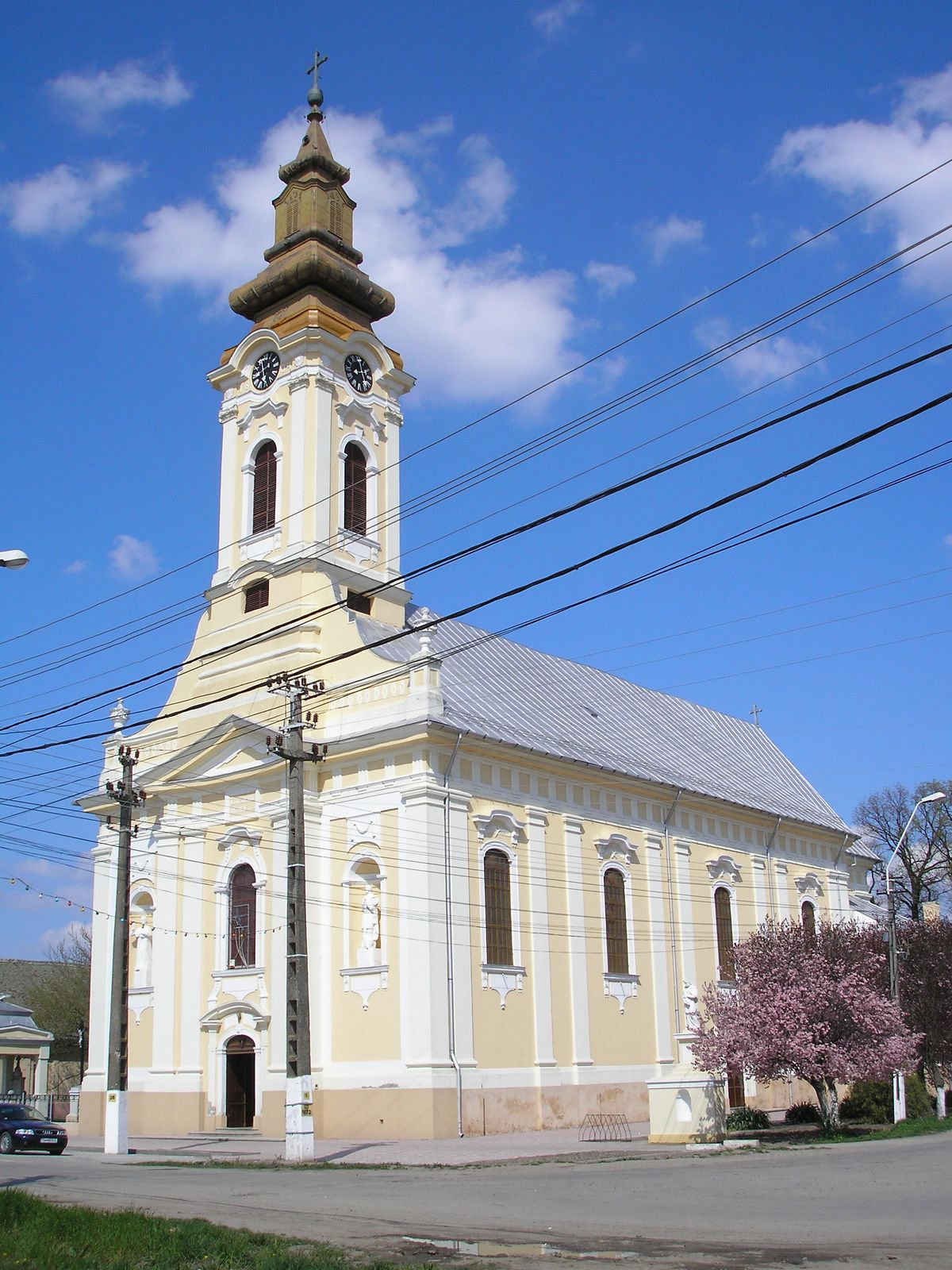
Römisch-katholische Kirche in Dudeștii Vechi, Rumänien
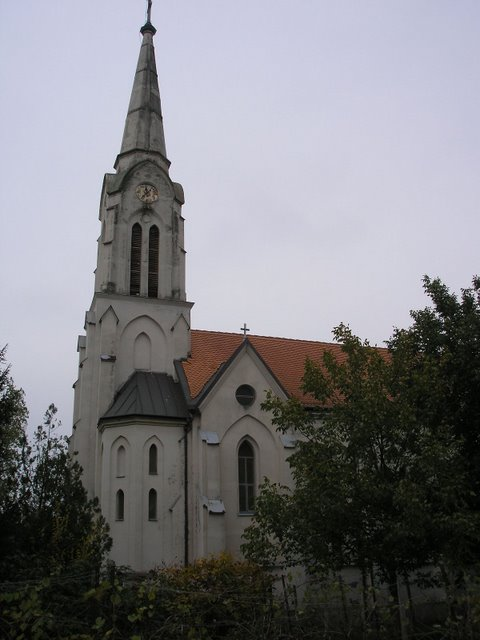
Römisch-katholische Kirche in Ivanovo, Serbien
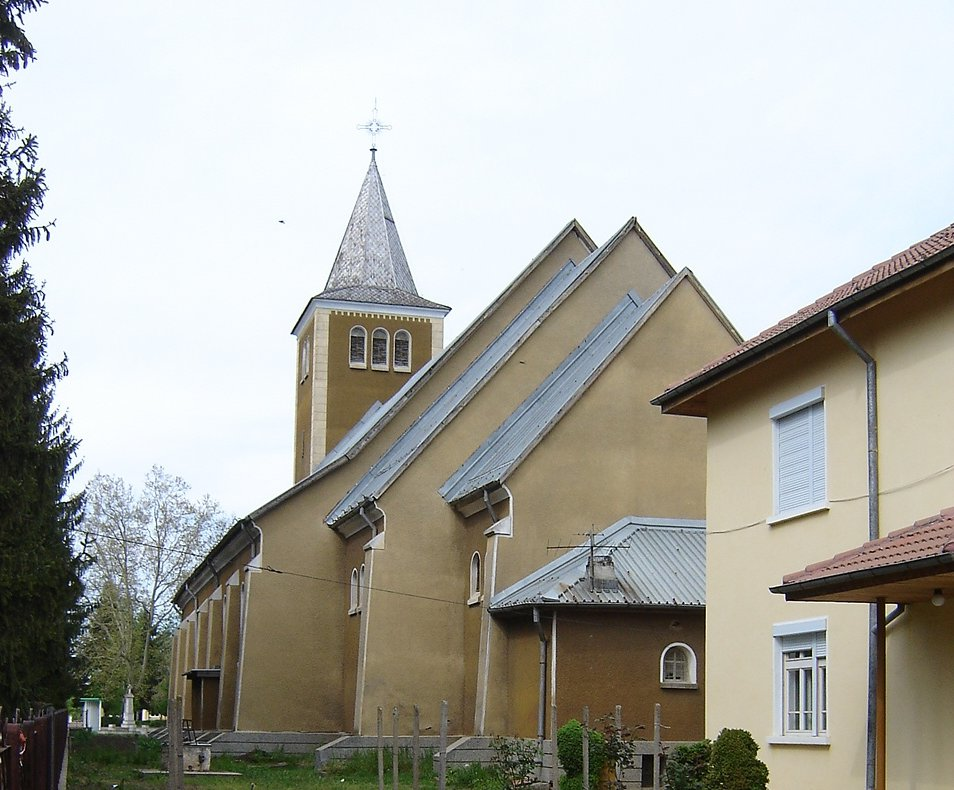
Römisch-katholische Kirche in Bardarski Geran, Bulgarien

## Politik
Die Banater Bulgaren sind politisch in der „Union der Bulgaren im Banat“ mit Sitz in Timișoara organisiert. Die Bulgaren in Muntenien und Oltenien werden von der „Union der Bulgaren in Rumänien“ mit Sitz in Bukarest vertreten. Die Bulgaren in Rumänien stellen einen Abgeordneten im rumänischen Parlament.
In der Zeitspanne von 1990 bis 1996 und erneut nach 2002 wurde der bulgarische Abgeordnete im rumänischen Parlament von den Banater Bulgaren gestellt.

## Persönlichkeiten
- Petar Bogdan (1601–1674), bulgarischer katholischer Bischof, Autor der ersten bulgarischen Geschichte
- Jozu Rill (19. Jahrhundert), Lehrer und Buchautor
- Leopold Kossilkov (1850–1940), Lehrer, Journalist und Schriftsteller
- Eusebius Fermendžin (1845–1897), Franziskaner Bruder und Akademiker
- Karl Telbisz (1854–1914), Jurist und Bürgermeister von Temesvár
- Luis Bacalov (1933–2017), Oscar-ausgezeichneter Filmkomponist
- Carol Ivanciov, Abgeordneter im rumänischen Parlament (1990–1996)
- Petru Mirciov, Abgeordneter im rumänischen Parlament (2000–?)